# Anselm Baker
Anselm Baker, född 1834, död 11 februari 1885, engelsk munk och konstnär.
Han erhöll sina första kunskaper om teckning och målning hos Messrs. Hardnians ateljé i Birmingham. 1857 anslöt han sig till Cisterciensorden i Leicestershire. Så som målare av vapensköldar var han mycket framgångsrik och hans verk (som var signerade F. A. för Frater Anselm) var mycket eftertraktade. Baker utförde även en del väggmålningar i klosterbyggnader i bland annat Leicestershire och Atherstone. Hans illustrationer återfanns även i tryckta verk så som till exempel Hortus Animae, Horae Diurnae och i de vid hans död ej publicerade The Armorial Bearings of The Cardinals och The Arms of the Cistercian Houses of England.